# Потье, Робер-Жозеф
Робер-Жозеф Потье (фр. Robert-Joseph Pothier; 9 января 1699, Орлеан — 2 марта 1772, Орлеан) — французский юрист, судья и профессор из Орлеана.

## Биография
Происходил из старинной семьи буржуа. В восьмилетнем возрасте потерял отца, воспитывался дядей, каноником Орлеанского собора. Окончил иезуитский колледж и юридический факультет Орлеанского университета: в 1718 году получил диплом юриста, поначалу стал каноником, но затем решил посвятить жизнь юриспруденции.
В 1720 году назначен советником президента Орлеана (эту же должность ранее занимали его отец и дед) и прослужил на этой должности до конца жизни. В 1747 году избран в орлеанский магистрат и также был её членом до конца жизни. В частной жизни был известен строгими нравами и скромностью.
Научные работы писал с юности, занимался изучением как истории римского права, так и права зарубежных стран, в том числе Нидерландов, германских и итальянских государств, а также гражданского права. Часть своих работ написал на латыни. Его «Traité sur les obligations» (1760), оказавший большое влияние на состав всех положений Code civil (Гражданский кодекс Наполеона) по обязательственному праву, вырос на почве внимательного изучения им римского права в его источниках и в связи с нормами французского обычного права и «справедливостью» (естественным правом).
Другие труды Потье:
- «Pandectae lustinianeae in unum ordinem digestae» (Париж, 1748—1752; французский перевод — 1817—1827; изложение источников Юстинианова права в современной системе)
- «Coutume d’Orléans» (1760),
- «Traité du contrat de change» (Париж, 1763)
- «Traités sur différentes matières de droit civil» (Париж, 1773)
- «Traité de la procédure civile et criminelle» (Париж, 1778)
- «Traité du domaine de propriété»
- «Traité de la communauté» (Париж, 1819).